# Andrés Vombergar
Andrés Vombergar (Villa Luzuriaga, 20 de noviembre de 1994) es un futbolista argentino nacionalizado esloveno. Juega como delantero en San Lorenzo de la Primera División de Argentina.

## Biografía
Juan Andrés Vombergar nació en Villa Luzuriaga, provincia de Buenos Aires, donde también pasó su juventud. Sus antepasados se trasladaron de Eslovenia a la Argentina después de la Segunda Guerra Mundial. Asistió a una escuela eslovena en Argentina, por lo que comunicarse en esloveno nunca fue un problema para él, declarando incluso que primero aprendió a hablar en este idioma antes que en español. Aunque su nombre oficial es Andrés, en Eslovenia suele ser llamado Andrej, que es la versión de su nombre en esloveno.

## Trayectoria
Inició su carrera futbolística en el Club Atlético Ituzaingó, por entonces en la Primera C (cuarta categoría). Continuó en el Club Atlético Fénix y en 2016 se trasladó a Los Andes, por entonces en la Primera B Nacional, segunda división del fútbol argentino. En la temporada 2016-17, marcó 13 goles en 36 partidos en la B Nacional, lo que lo convirtió en el máximo goleador de su equipo. En julio de 2017, se trasladó al NK Olimpija Ljubljana, firmando un contrato de tres años. Ganó el doblete (campeón de liga y copa) en su primera temporada, contribuyendo con 4 goles y una asistencia en 16 partidos. En la temporada 2019-20, jugó en el FC Ufa de la Liga Premier de Rusia, pero al finalizar la misma regresó al Olimpia. En 2022 se traslada al Club Atlético San Lorenzo de Almagro. En junio de 2023 rescinde y deja al club argentino, firmando para el Al-Ittihad Kalba.

## Selección nacional
Expresó su deseo de jugar en la selección eslovena, con la que acabó debutando el 17 de noviembre de 2022 en un amistoso que ganaron a Rumania.

## Estadísticas

### Clubes
Actualizado hasta su último partido disputado el 25 de mayo de 2025.
| Club                               | Div.          | Temporada     | Liga  | Liga  | Copas nacionales | Copas nacionales | Torneos internacionales | Torneos internacionales | Total | Total | Media goleadora |
| Club                               | Div.          | Temporada     | Part. | Goles | Part.            | Goles            | Part.                   | Goles                   | Part. | Goles | Media goleadora |
| ---------------------------------- | ------------- | ------------- | ----- | ----- | ---------------- | ---------------- | ----------------------- | ----------------------- | ----- | ----- | --------------- |
| C. A. Ituzaingó Argentina          | 5.ª           | 2014          | 11    | 7     | —                | —                | —                       | —                       | 11    | 7     | 0.64            |
| C. A. Ituzaingó Argentina          | Total club    | Total club    | 11    | 7     | 0                | 0                | 0                       | 0                       | 11    | 7     | 0.64            |
| C. A. Fénix Argentina              | 3.ª           | 2015          | 38    | 10    | 1                | 0                | —                       | —                       | 39    | 10    | 0.26            |
| C. A. Fénix Argentina              | 3.ª           | 2016          | 19    | 3     | —                | —                | —                       | —                       | 19    | 3     | 0.16            |
| C. A. Fénix Argentina              | Total club    | Total club    | 57    | 13    | 1                | 0                | 0                       | 0                       | 58    | 13    | 0.22            |
| C. A. Los Andes Argentina          | 2.ª           | 2016-17       | 36    | 13    | —                | —                | —                       | —                       | 36    | 13    | 0.36            |
| C. A. Los Andes Argentina          | Total club    | Total club    | 36    | 13    | 0                | 0                | 0                       | 0                       | 36    | 13    | 0.36            |
| N. K. Olimpija Ljubljana Eslovenia | 1.ª           | 2017-18       | 16    | 4     | 1                | 0                | —                       | —                       | 17    | 4     | 0.23            |
| N. K. Olimpija Ljubljana Eslovenia | 1.ª           | 2018-19       | 16    | 10    | 1                | 1                | —                       | —                       | 17    | 11    | 0.65            |
| F. C. Ufa · Rusia                  | 1.ª           | 2018-19       | 13    | 1     | —                | —                | —                       | —                       | 13    | 1     | 0.08            |
| F. C. Ufa · Rusia                  | 1.ª           | 2019-20       | 14    | 1     | 1                | 0                | —                       | —                       | 15    | 1     | 0.07            |
| F. C. Ufa · Rusia                  | 1.ª           | 2020-21       | 3     | 0     | —                | —                | —                       | —                       | 3     | 0     | 0.00            |
| F. C. Ufa · Rusia                  | Total club    | Total club    | 30    | 2     | 1                | 0                | 0                       | 0                       | 31    | 2     | 0.06            |
| N. K. Olimpija Ljubljana Eslovenia | 1.ª           | 2020-21       | 33    | 11    | 3                | 2                | 1                       | 1                       | 37    | 14    | 0.38            |
| N. K. Olimpija Ljubljana Eslovenia | Total club    | Total club    | 65    | 25    | 5                | 3                | 1                       | 1                       | 71    | 29    | 0.41            |
| Atlético de San Luis · México      | 1.ª           | 2021-22       | 22    | 2     | —                | —                | —                       | —                       | 22    | 2     | 0.09            |
| Atlético de San Luis · México      | Total club    | Total club    | 22    | 2     | 0                | 0                | 0                       | 0                       | 22    | 2     | 0.09            |
| C. A. San Lorenzo Argentina        | 1.ª           | 2022          | 17    | 6     | —                | —                | —                       | —                       | 17    | 6     | 0.35            |
| C. A. San Lorenzo Argentina        | 1.ª           | 2023          | 19    | 5     | 1                | 0                | 5                       | 0                       | 25    | 5     | 0.20            |
| Ittihad Kalba S. C. · EAU          | 1.ª           | 2023-24       | 23    | 8     | 8                | 2                | —                       | —                       | 31    | 10    | 0.32            |
| Ittihad Kalba S. C. · EAU          | Total club    | Total club    | 23    | 8     | 8                | 2                | 0                       | 0                       | 31    | 10    | 0.32            |
| C. A. San Lorenzo Argentina        | 1.ª           | 2024          | 19    | 1     | 1                | 0                | —                       | —                       | 20    | 1     | 0.05            |
| C. A. San Lorenzo Argentina        | 1.ª           | 2025          | 19    | 9     | 1                | 0                | —                       | —                       | 20    | 9     | 0.45            |
| C. A. San Lorenzo Argentina        | Total club    | Total club    | 74    | 21    | 3                | 0                | 6                       | 0                       | 82    | 21    | 0.26            |
| Total carrera                      | Total carrera | Total carrera | 318   | 91    | 17               | 5                | 6                       | 1                       | 341   | 97    | 0.28            |
| 1. 2. 3.                           |               |               |       |       |                  |                  |                         |                         |       |       |                 |

### Selección nacional
Actualizado hasta su último partido disputado el 10 de junio de 2025.
| Selección          | Año             | Amistosos | Amistosos | Eliminatorias | Eliminatorias | Continental | Continental | Mundial | Mundial | Total | Total |
| Selección          | Año             | Part.     | Goles     | Part.         | Goles         | Part.       | Goles       | Part.   | Goles   | Part. | Goles |
| ------------------ | --------------- | --------- | --------- | ------------- | ------------- | ----------- | ----------- | ------- | ------- | ----- | ----- |
| Absoluta Eslovenia | 2022            | 1         | 0         | —             | —             | —           | —           | —       | —       | 1     | 0     |
| Absoluta Eslovenia | 2023            | —         | —         | 1             | 0             | —           | —           | —       | —       | 1     | 0     |
| Absoluta Eslovenia | 2024            | 1         | 0         | —             | —             | —           | —           | —       | —       | 1     | 0     |
| Absoluta Eslovenia | 2025            | 2         | 1         | —             | —             | —           | —           | —       | —       | 2     | 1     |
| Total selección    | Total selección | 4         | 1         | 1             | 0             | 0           | 0           | 0       | 0       | 5     | 1     |
| 1.                 |                 |           |           |               |               |             |             |         |         |       |       |

## Palmarés

### Títulos nacionales
| Título            | Club                     | País      | Año  |
| ----------------- | ------------------------ | --------- | ---- |
| Primera Liga      | N. K. Olimpija Ljubljana | Eslovenia | 2018 |
| Copa de Eslovenia | N. K. Olimpija Ljubljana | Eslovenia | 2018 |
| Copa de Eslovenia | N. K. Olimpija Ljubljana | Eslovenia | 2021 |